# Vikletická lípa
Vikletická lípa je památný strom lípa malolistá (Tilia cordata) ve Vikleticích, části obce Chbany v okrese Chomutov v Ústeckém kraji.
Strom roste v nadmořské výšce 280 m v Mostecké pánve u jižní stěny kaple svaté Anny, nad hladinou vodní nádrže Nechranice nedaleko její hráze.

## Základní údaje
Obvod kmene měří 360 cm, koruna stromu dosahuje do výšky 12 metrů (měření 2009). V roce 2009 bylo stáří stromu odhadováno na 200 let.
Lípa je chráněna od roku 1998 jako ochrana genofondu, součást kulturní památky a strom s významným vzrůstem.

## Stromy v okolí
- Soběsukský akát
- Svatojosefský dub v Soběsukách
- Dub svaté Anny
- Horní hradecký dub
- Dolní hradecký dub
- Račetický dub